# Saint-Pierre-le-Bost
Saint-Pierre-le-Bost település Franciaországban, Creuse megyében. Lakosainak száma 119 fő (2022. január 1.). Saint-Pierre-le-Bost Saint-Palais, Saint-Sauvier, Préveranges, Boussac-Bourg, Leyrat és Saint-Marien községekkel határos.

## Népesség
A település népessége az elmúlt években az alábbi módon változott:
| Lakosok száma | 301  | 183  | 165  | 156  | 143  | 135  | 129  | 126  | 124  | 119  |
|               | 1968 | 1982 | 1990 | 2006 | 2013 | 2015 | 2017 | 2019 | 2020 | 2022 |